# Sojat
Sojat là một thành phố và khu đô thị của quận Pali thuộc bang Rajasthan, Ấn Độ.

## Địa lý
Sojat có vị trí 25°55′B 73°40′Đ / 25,92°B 73,67°Đ Nó có độ cao trung bình là 257 mét (843 feet).

## Nhân khẩu
Theo điều tra dân số năm 2001 của Ấn Độ, Sojat có dân số 38.877 người. Phái nam chiếm 52% tổng số dân và phái nữ chiếm 48%. Sojat có tỷ lệ 58% biết đọc biết viết, thấp hơn tỷ lệ trung bình toàn quốc là 59,5%: tỷ lệ cho phái nam là 71%, và tỷ lệ cho phái nữ là 43%. Tại Sojat, 17% dân số nhỏ hơn 6 tuổi.